# Сухорукова, Наталья Владимировна
Наталья Владимировна Сухорукова (укр. Наталя Володимирівна Сухорукова; род. 18 октября 1975, Крымская область) — украинская и российская футболистка, полузащитница. Входит в десятку лучших гвардейцев чемпионата Украины. В 2011 году была названа лучшей футболисткой Украины за 20 лет.

## Клубная карьера
Наталья Сухорукова дебютировала в чемпионате Украины в 1993 году в составе симферопольского клуба «Крым-Юни». Следующий сезон футболистка провела в составе команды «Донецк-Рось», вместе с которым она стала победителем чемпионата, Кубка Украины и Кубка памяти Натальи Лисенчук. В сезоне 1995 года Сухорукова выступала за столичный «Спартак», вместе с которым завоевала бронзу чемпионата Украины. Затем она выступала в России на протяжении двух лет, где в составе самарского ЦСК ВВС становилась чемпионом страны и финалистом Кубка.
Следующей командой в карьере Сухоруковой стала украинская «Дончанка». С 2001 года по 2009 год она являлась игроком «Жилстроя-1». Вместе с харьковчанками футболистка трижды выигрывала украинский чемпионат и четырежды становилась его серебряным призёром и один раз — бронзовым, пять раз становилась победителем Кубка Украины и трижды его финалисткой. Принимала участие в Лиге чемпионов 2009/10.
В 2010 году Наталья Сухорукова выступала за польский «Медик», вместе с которым заняла второе место в чемпионате Польши. Затем она вернулась на Украину, где присоединилась к черниговской «Легенде». В составе команды участвовала в Лиге чемпионов 2010/11 и 2011/12. Становилась серебряным призёром чемпионата и финалистом Кубка.
Зимой 2012 года появилась информация о том, что футболистка ведёт переговоры с российской «Мордовочкой». В итоге Сухорукова присоединилась к клубу вместе с другой украинкой Юлией Корнеевец. Отыграв за команду четыре игры в чемпионате России она покинула её.

## Карьера в сборной
С 1994 года выступала за женскую сборную Украины. В 2009 году главный тренер сборной Анатолий Куцев вызвал Сухорукову на чемпионат Европы в Финляндии. Украинки заняла последнее четвёртое место в своей группе и покинули турнир. Всего в турнирах под эгидой УЕФА футболистка сыграла в 14 играх.

## Мини-футбол
С 2012 года Наталья Сухорукова выступала за ряд мини-футбольных клубов. В 2012 году она защищала цвета симферопольского «Профи». Затем стала игроком днепропетровского клуба «Злагода». В составе команды становилась бронзовым призёром чемпионата Украины 2012/13. В 2015 году Сухорукова вернулась в Крым, где продолжила выступления за «Крымчанку-Тюмень» и «За трезвый Крым». В составе смешанной команды «Крымчанка-Рекорд», в которой выступают мужчины и женщины, играла в Арсеналъ Лиге Крыма. Зимой 2017 года «Запсибколледж» пригласил футболистку сыграть за тюменскую команду в финале четырёх по мини-футболу среди женщин. Сухорукова помогла занять клубу третье место в турнире. Затем, крымчанку вновь пригласили сыграть за тюменцев в полуфинальном матче чемпионата России среди женских команд. По результатам матчей «Запсибколледжу» не удалось пробиться в финал.
В январе 2018 года в составе симферопольской «Крымчанки» Сухорукова приняла участие в турнире Christmas Female Skeemen. Крымчанки заняли четвёртое место, а сама Сухорукова была признана лучшим игроком турнира.

## Тренерская карьера
Сухорукова являлась тренером симферопольской команды «Крымчанка». В начале 2017 года было принято решение о создании женской сборной Крыма по футболу, а должность главного тренера была доверена Натальи Сухоруковой.
С августа 2021 года Наталья Сухорукова является тренером женской команды «Академия футбола Крыма».

## Достижения
«Донецк-Рось»
- Чемпион Украины: 1994
- Обладатель Кубка Украины: 1994

«Спартак» (Киев)
- Бронзовый призёр чемпионата Украины: 1995

ЦСК ВВС
- Чемпион России: 1996
- Финалист Кубка России: 1996

«Жилстрой-1»
- Чемпион Украины (3): 2003, 2004, 2008
- Серебряный призёр чемпионата Украины (4): 2002, 2005, 2006, 2009
- Бронзовый призёр чемпионата Украины: 2007
- Обладатель Кубка Украины (5): 2003, 2004, 2006, 2007, 2008
- Финалист Кубка Украины (3): 2002, 2005, 2009

«Медик»
- Серебряный призёр чемпионата Польши: 2009/10

«Легенда»
- Серебряный призёр Украины: 2011
- Финалист Кубка Украины: 2011

«Азалия»
- Чемпион СНГ: 1992